# Benyllus satageus
Benyllus satageus är en stekelart som först beskrevs av Tosquinet 1903.  Benyllus satageus ingår i släktet Benyllus och familjen brokparasitsteklar. Inga underarter finns listade.